# لودوفیکو اسفورزا
لودوویکو ماریا اسفُورزا (ایتالیایی: Ludovico Maria Sforza; ۲۷ ژوئیهٔ ۱۴۵۲ – ۲۷ مهٔ ۱۵۰۸) همچنین شناخته شده با نام لودوویکو ایل مُرو; یک دولت‌مرد و دوک میلان از ۱۴۹۴ تا ۱۴۹۹ بود که پس از مرگ برادرزاده‌اش جیان گالزو اسفُورزا به این مقام رسید.

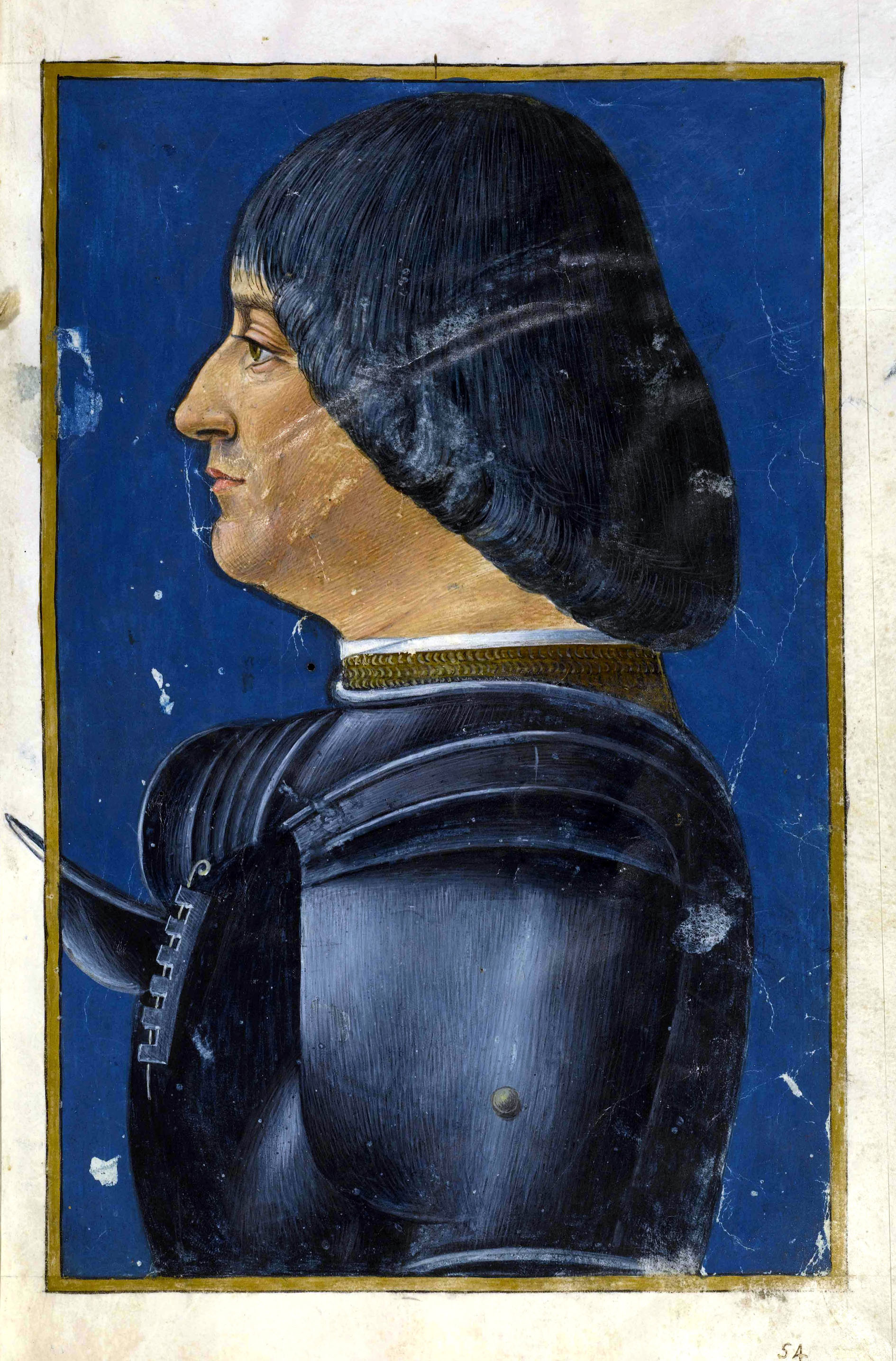
لودوویکو اسفورزا اثر جیووانی امبروگیو ده پردیس.

لودوویکو اسفورزا عضو خانواده اسفورزا و چهارمین پسر فرانچسکو اسفورزا اول بود. او به عنوان یکی از حامیان لئوناردو دا وینچی و دیگر هنرمندان و هدایت نهایی‌ترین و سازنده‌ترین مرحله از رنسانس میلان مشهور است. او احتمالاً بیشتر به عنوان مردی که تابلوی شام آخر را سفارش داده شناخته شده است.